# سنجاب أرضي مخطط
سنجاب أرضي مخطط أو جُلْهُم مُخَطَّط نوع من السناجب الأرضية الإفريقية طوله نحو 50 سم وذنبه نحو 40 سم. ثوبه إلى الصهبة الغبراء يعلوه خطان مستطيلان من نقرة الرأس إلى طرف الذنب. أذناه صغيرتان. قوائمه إلى الجؤوة. موطنه فسيح الأراجاء يمتد من إفريقية الشرقية والحبشة وزتزيبار إلى السنغال.